# Minimale Gewinnkoalition
Unter einer minimalen Gewinnkoalition (minimal winning coalition) verstehen Politikwissenschaftler eine Koalition, die erstens über eine Regierungsmehrheit verfügt (im Gegensatz etwa zu einer Koalition einer Minderheitsregierung) und zweitens minimal in dem Sinne ist, dass jede Koalitionspartei zum Erreichen dieser Mehrheit benötigt wird (im Gegensatz zur übergroßen Koalition).
Im deutschen Parteiensystem sind solche Koalitionen auf Bundes- und Landesebene die Regel, wenn keine absolute Mehrheit erreicht wird. Die in der frühen Bundesrepublik auf Landesebene praktizierten Allparteienkoalitionen (vgl. die Zauberformel in der Schweiz) verschwanden mit der Bildung der politischen Lager und des „Dreiparteiensystems“ aus Union, SPD und FDP. Übergroße Koalitionen wurden zwar in letzter Zeit bisweilen durch Parteien angeboten, die eigentlich mit absoluter Mehrheit regieren konnten (2003 von der CDU in Hessen, 2006 von der SPD in Rheinland-Pfalz), aber vom kleineren Partner immer abgelehnt, da die Notwendigkeit eines Partners für die Regierungsarbeit als Grundlage seines Einflusses gilt.

## Beispiel
Beispiel mit fünf Parteien, 100 Sitzen, Mehrheit bei 51 Sitzen:
- A: 40 Sitze
- B: 30 Sitze
- C: 15 Sitze
- D:  8 Sitze
- E:  7 Sitze

Minimale Gewinnkoalitionen sind in diesem Fall die Koalitionen:
{A,B}, {A,C}, {A,D,E}, {B,C,D} und {B,C,E}.
Alle übrigen Koalitionen besitzen entweder keine Mehrheit, wodurch sie das Kriterium der Gewinnkoalition verfehlen (z. B. {A,D} mit nur 48 Sitzen), oder beinhalten eine für die Mehrheitsbildung nicht nötige Partei, weshalb sie nicht minimal sind (z. B. Partei D in der Koalition {A,B,D}).
Die minimale Gewinnkoalition mit der knappsten Mehrheit wird auch als Koalition der knappsten Mehrheit (smallest size coalition, minimum winning coalition) bezeichnet. Im obigen Beispiel ist dies die Koalition {B,C,E} mit 52 Sitzen.